# نيل سوندرز
نيل سوندرز (بالإنجليزية: Neil Saunders)‏ (7 مايو 1983 داجنهام المملكة المتحدة - ) هو لاعب كرة قدم بريطاني يلعب كلاعب وسط.

## روابط خارجية
- نيل سوندرز على موقع قاعدة بيانات كرة القدم.إي يو (الإنجليزية)
- نيل سوندرز على موقع Soccerbase.com (لاعب) (الإنجليزية)